# Gene Kranz
Pour les articles homonymes, voir Kranz.
 (mai 2025).
Si vous disposez d'ouvrages ou d'articles de référence ou si vous connaissez des sites web de qualité traitant du thème abordé ici, merci de compléter l'article en donnant les références utiles à sa vérifiabilité et en les liant à la section « Notes et références ».
Eugene Francis Kranz dit Gene Kranz, né le 17 août 1933 à Toledo (Ohio), est un ingénieur aéronautique américain, directeur de vol et dirigeant de la NASA. 
Directeur de vol durant les programmes Gemini et Apollo, il est surtout connu pour son rôle dans le sauvetage de la mission Apollo 13. Il est aussi célèbre pour sa coupe de cheveux et son habitude de porter un gilet pendant les missions dont il était le directeur de vol. Gene Kranz a reçu la médaille présidentielle de la Liberté.

## Biographie

### Jeunesse
Gene Kranz est né à Toledo (Ohio) et grandit dans une ferme. Son père, Léo Peter Kranz, est le fils d’un immigrant allemand qui servit en tant que médecin dans l’armée durant la Première Guerre mondiale. Léo mourut en 1940 quand Gene Kranz n’avait que 7 ans. Il a deux grandes sœurs, Louise et Helen.
Son intérêt pour le vol spatial apparaît dans le sujet de sa thèse intitulée Le design et les possibilités de la fusée interplanétaire. Il sort diplômé du Parks College de l’université de Saint-Louis en 1954 (licence de génie aéronautique) et devient sous-lieutenant dans l’armée américaine en complétant son entraînement de pilote à la base aérienne de Lackland au Texas en 1955. Peu après, il se marie avec Marta Cadena, fille d’immigrants mexicains qui ont fui leur pays durant la révolution mexicaine. Kranz est envoyé en Corée du Sud pour piloter le F-86 Sabre dans des opérations de patrouille autour de la zone démilitarisée.
Par la suite, Gene Kranz quitte l’Air Force pour l’entreprise McDonnell Aircraft où il travaille à la recherche et aux tests de missiles sol-air et air-sol pour l’US Air Force à la base aérienne de Holloman.

### Carrière à la NASA

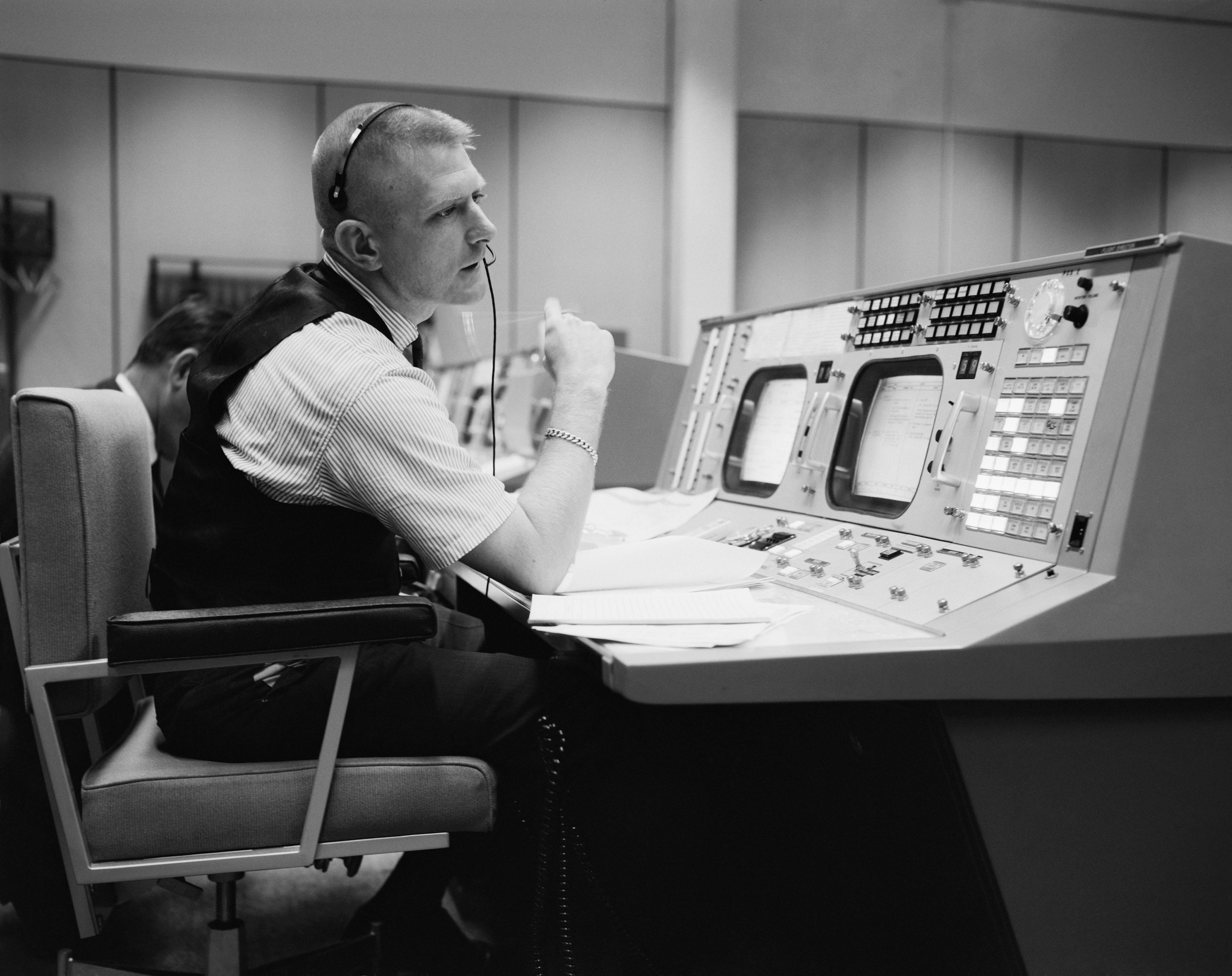
Gene Kranz dans le centre de contrôle de Houston.

Gene Kranz quitte McDonnell-Douglas pour intégrer à la NASA un groupe de travail du centre de recherche de Langley, en Virginie. En rejoignant la NASA, il est chargé par le directeur de vol Christopher Kraft d’une procédure de contrôle de mission pour le test MR-1.
Gene Kranz est chargé d’intégrer le contrôle des missions du programme Mercury avec l’équipe du contrôle de lancement à Cap Canaveral en Floride en instaurant les procédures « Go/NoGo » qui autorisaient ou non la poursuite de missions. Kranz tint ce rôle pour tous les vols Mercury.
Après la mission Mercury-Atlas 6, il est promu sous-directeur de vol pour le vol Mercury-Atlas 7 de l’astronaute Scott Carpenter en octobre 1962. Il occupe cette fonction pendant les deux derniers vols du Mercury et les trois premiers vols Gemini. Avec les vols Gemini, il est promu directeur de vol et remplit ce rôle pour la première fois lors de la mission Gemini 4 en 1965. Après Gemini, il fut directeur de vol sur les missions Apollo de rang impair, à partir de Apollo 7. Il fut notamment directeur de vol d’Apollo 11 qui vit le LEM Eagle se poser sur la Lune le 20 juillet 1969.
Après la tragique catastrophe d'Apollo 1 (dont il n'est pas directeur de vol), il réunit l'équipe de contrôle en vol. Il en résulte une déclaration (« Gene Kranz dictum ») résumant les engagements que doit prendre chaque membre de cette équipe, individuellement et collectivement. « Solide et compétent » (« Tough and competent ») ressortent comme deux valeurs fondamentales du succès, dans un environnement exigeant. « Solide » (« tough  ») signifie l'intransigeance  quant à la qualité des décisions prises, à examiner sans aucune concession. « Compétent  » (« Competent ») implique la nécessité d'assurer que chaque élément soit effectivement validé. Ce sont des principes d'efficacité professionnelle, une sorte de déontologie du contrôle des vols : « le contrôle des missions sera parfait », (« mission Control will be perfect »), selon Gene Kranz. 
Gene Kranz est peut-être plus connu pour son rôle comme directeur de vol pendant la mission Apollo 13. Il eut avec son équipe la responsabilité de ramener sains et saufs dans des conditions périlleuses les trois astronautes de cette mission après qu’un réservoir d’oxygène de leur module de service eut explosé lors du trajet Terre-Lune. Son équipe et lui reçurent la médaille présidentielle de la Liberté pour leur rôle héroïque.
Gene Kranz resta directeur de vol jusqu’à Apollo 17 et fut ensuite promu directeur adjoint aux opérations des missions de la NASA en 1974, devenant son directeur en 1983. Il quitta son poste en 1994 après le succès du vol STS-61 lors duquel le télescope spatial Hubble fut réparé, en 1993. Il réside désormais au Texas avec sa femme Marta, et ses six enfants (un garçon et cinq filles).

### Famille
Gene Kranz est catholique, marié avec Marta Cadena, et a six enfants :
- Carmen (née en 1958) ;
- Lucy (née en 1959) ;
- Joan Frances (née en 1961) ;
- Mark (né en 1963) ;
- Brigid (née en 1964) ;
- Jean Marie (née en 1966).

## Au cinéma et à la télévision
- Ed Harris joua son rôle dans le film Apollo 13 (1995) et reçut une nomination aux Oscars pour le meilleur jeu d’acteur en tant que second rôle.
- Dans l'épisode de 7 de la saison 1 de la série TV Timeless (2016), le personnage de Gene Kranz est joué par John Brotherton.
- Il est un personnage récurrent de la saison 1 de la série For All Mankind (2019) où il est incarné par Eric Ladin[5].
- Channing Tatum joue le rôle de Cole Davis, inspiré de Gene Kranz, dans le film To the Moon de Greg Berlanti.

## Publication
Gene Kranz a publié en 2000 son autobiographie, intitulée Failure is not an option, en relation à ses années passées à la NASA.